# Синебородая ночная щурка
Синебородая ночная щурка (лат. Nyctyornis athertoni) — вид птиц семейства щурковых.

## Описание
Синебородая ночная щурка достигает длины 31—35 см; самцы весят 85—93 г, а самки от 70 до 91 г. Оперение зелёное с сине-зелёным лбом. Клюв длинный, тонкий и немного согнутый. На горле имеются голубые длинные перья, которые выделяются, когда птица поёт. Половой диморфизм отсутствует.

## Распространение
Вид распространён на Малайском полуострове и в Западных Гхатах в Индии.

## Размножение
Птицы гнездятся с февраля по август, но чаще в апреле и в мае.  В кладке от 4-х до 6-и белых, круглых и слегка блестящих яиц размером 28×30 мм. О птенцах заботятся оба родителя.